# Leonotis pole-evansii
Leonotis pole-evansii, biljna vrsta iz roda lavljeg uha, porodica medićevki. Zambijski endem.